# Sporobolus clandestinus
Sporobolus clandestinus är en gräsart som först beskrevs av Johann Friedrich Theodor Biehler, och fick sitt nu gällande namn av Albert Spear Hitchcock. Sporobolus clandestinus ingår i släktet droppgräs, och familjen gräs. Inga underarter finns listade i Catalogue of Life.